# A Sierra Madre kincse (film)
A Sierra Madre kincse (The Treasure of the Sierra Madre) egy 1948-as amerikai kalandfilm John Huston rendezésében. A film alapjául B. Traven azonos című regénye szolgált. A produkciót négy Oscar-díjra jelölték, melyből hármat nyert meg.
A Sierra Madre kincse az egyike az első olyan hollywoodi filmnek, amit az Egyesült Államok területén kívül, Mexikóban forgattak. Az éjszakai jeleneteket már hazai stúdióban vették fel.
A filmet 1990-ben Amerikai Egyesült Államok Nemzeti Filmmegőrzési Bizottsága beválasztotta a Nemzeti Filmarchívumba.

## Történet
Dobbs (Humphrey Bogart) és Curtin (Tim Holt), akiknek korábbi munkaadóik nem fizették ki bérüket, és sorsuk kezd rosszra fordulni, találkoznak a talajkutató öreg Howarddal (Walter Huston) egy mexikói kisvárosban. Elhatározzák, hogy aranyat mennek keresni a messzi Sierra Madre hegységbe.

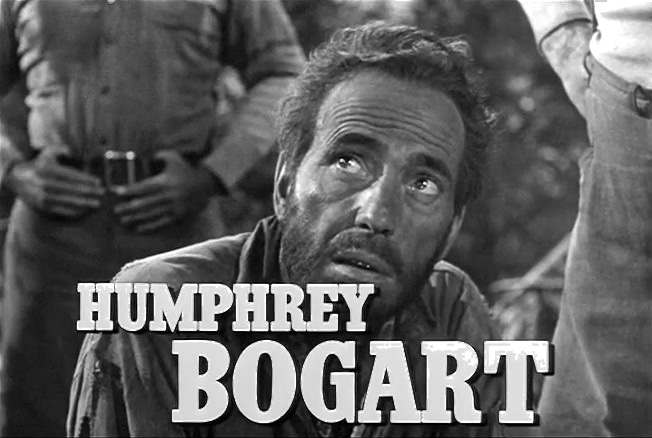

Keresztül vonatozzák a köztes földeket, túlélnek egy rablótámadást is útközben. Howard a sivatagban bebizonyítja, hogy csak neki van megfelelő szakértelme megtalálni a földben rejlő aranyat. Kiásnak egy bányát, ahonnan megkezdik kivonni az aranyat. A mohóság hamar felüti a fejét, és Dobbs kezdi elveszteni a bizalmát a társaiban és az épelméjűségét egyben. Továbbá attól fél alaptalanul, hogy a társai meg akarják ölni.
Egy negyedik amerikai, James Cody (Bruce Bennett) is megjelenik, ami felveti azt a morális vitát, hogy mit tegyenek az idegennel. Végül úgy döntenek, hogy lelövik, de épp amikor bemérik a pisztolyaikkal, banditák érkeznek meg, akik roppant átlátszó módon rendőrnek tettetik magukat (itt hangzik el a mára már legendássá vált sorok, hogy nincs szükség semmilyen "büdös jelvényre"). Egy tűzpárbaj után, melyben Cody életét veszti, megérkeznek az igazi rendőrök, akik üldözőbe veszik a banditákat.

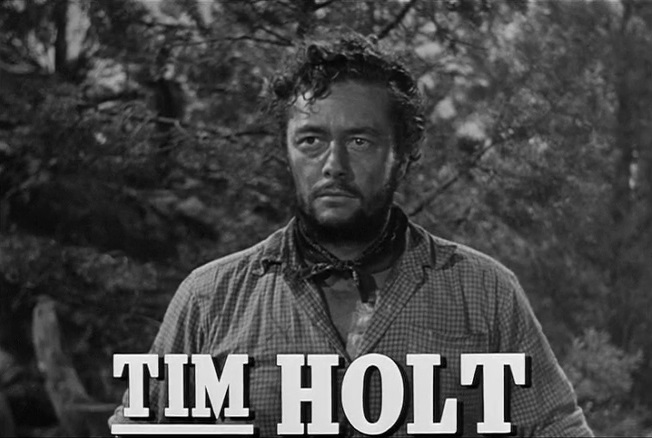

Mikor Howard elmegy meglátogatni egy helyi falusit, Dobbs még paranoiásabbá válik, állandóan vitázik Curtinnel. Mikor egy este fegyvert fog rá, a tábor mögé vezeti, ahol lelövi és otthagyja abban a tudatban, hogy Curtin halott. Habár Curtin túlélte a lövést, és sebesülten elkúszik az éjszaka.
Dobbsot később megtámadja és megöli néhány bandita, akik figyelmetlenségükben azt hiszik, hogy a Dobbs zsákjában talált finomítatlan arany mindössze homok, ezért szétszórják a szélben az aranyport. Curtint felfedezi néhány indián, akik Howardhoz viszik a faluba, ahol felgyógyul. Mikor visszatérnek a városba, csak pár perccel késik le a banditák kivégzését, és megtudják, hogy az aranynak nyoma veszett.
Mialatt ellenőrzik az utat, ahol a banditák eldobhatták az aranyat, Howard rájön, hogy a szél már messzire vitte. Egykedvűen beletörődnek, majd szétválnak, Howard visszatér a falujába, míg Curtin Amerikába.

## Szereposztás

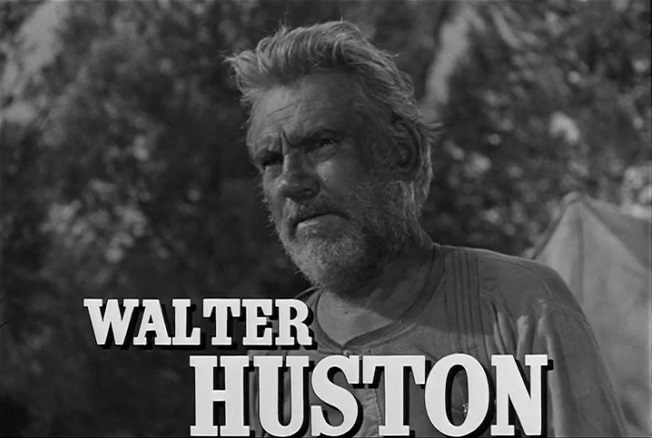

| Színész            | Karakter              |
| ------------------ | --------------------- |
| Humphrey Bogart    | Fred C. Dobbs         |
| Tim Holt           | Bob Curtin            |
| Walter Huston      | Howard                |
| Bruce Bennett      | James Cody            |
| Barton MacLane     | Pat McCormick         |
| Alonso Bedoya      | Arany kalapos bandita |
| Arturo Soto Rangel | El Presidente         |
| Manuel Dondé       | El Jefe               |
| José Torvay        | Pablo                 |
| Margarito Luna     | Pancho                |

## Idézetek
2005-ben az Amerikai Filmintézet a 100 év... 100 mozis idézet rangsorában a legendás "Nekünk nincs szükségünk semmilyen büdös jelvényre!" mondat a 36 helyre került. A párbeszéd így hangzik:
- Arany kalapos bandita: "Szövetségi rendőrök vagyunk... tudod, a hegyi rendőrség."
- Dobbs: "Ha rendőrök vagytok, hol vannak a jelvényeitek?"
- Arany kalapos bandita: "Jelvények? Nincsenek jelvényeink. Nincs szükségünk semmilyen jelvényre! Nem kell felmutatnom neked semmilyen büdös jelvényt!"

## A film hatása
Stanley Kubrick kedvenc tíz filmjében A Sierra Madre kincse a negyedik helyet foglalja el. Paul Thomas Anderson mialatt a Vérző olaj (2007) forgatókönyvén dolgozott, többször megnézte Huston filmjét.

## Fontosabb díjak és jelölések
- Oscar-díj (1949)
  - díj: legjobb rendező – John Huston
  - díj: legjobb férfi mellékszereplő – Walter Huston
  - díj: legjobb adaptált forgatókönyv – John Huston
  - jelölés: legjobb film – Warner Brothers
- Golden Globe-díj (1949)
  - díj: legjobb film – Warner Brothers
  - díj: legjobb rendező – John Huston
  - díj: legjobb férfi mellékszereplő – Walter Huston
- BAFTA (1950)
  - jelölés: legjobb külföldi film – Warner Brothers
- Velencei Nemzetközi Filmfesztivál (1948)
  - jelölés: Arany oroszlán – John Huston

## Fordítás
- Ez a szócikk részben vagy egészben  a   The_Treasure_of_the_Sierra_Madre (film) című angol Wikipédia-szócikk fordításán alapul.  Az eredeti cikk szerkesztőit annak laptörténete sorolja fel. Ez a jelzés csupán a megfogalmazás eredetét és a szerzői jogokat jelzi, nem szolgál a cikkben szereplő információk forrásmegjelöléseként.